# William Styron
William Clark Styron jr (Newport News, 11 juni 1925 — Martha's Vineyard, 1 november 2006) was een Amerikaans schrijver.

## Biografie
Styron werd geboren in Newport News in de staat Virginia, waar zijn vader als ingenieur werkte op een scheepswerf. Na de dood van zijn moeder in 1939 werd de recalcitrante Styron naar een jongensschool voor voorbereidend hoger onderwijs gestuurd. Na de middelbare school diende hij als eerste luitenant bij de United States Marine Corps tijdens de Tweede Wereldoorlog. Hoewel bereid te vechten - Styron overtuigde zijn superieuren om zijn grijze staar te negeren - capituleerde Japan voordat zijn schip de haven van San Francisco verliet.
In 1947 voltooide Styron een BA in Engelse Taal- en Letterkunde aan Duke University, en werd hij redacteur bij de uitgeverij McGraw-Hill in New York. Zijn nieuwe baan maakte hem echter ongelukkig en al snel forceerde Styron een ontslag. In 1950 werd Styron als reservist opgeroepen voor de Koreaanse Oorlog, maar ditmaal was hij niet bereid deel te nemen en wist hij zijn dienstplicht te ontduiken door zich nu wel te beroepen op zijn beperkte zicht.
Styron debuteerde in 1951 met de door critici geprezen roman Lie Down in Darkness, over een disfunctionele familie uit het Amerikaanse Zuiden. Het boek won diverse prijzen, waaronder de American Academy of Arts and Letters. Twee jaar later, in 1953, huwde Styron dichteres Rose Burgunder, met wie hij drie dochters en een zoon kreeg.
Zijn definitieve doorbraak kwam in 1967 met The Confessions of Nat Turner, over de slavenopstand van 1831. Het boek ontving in 1968 een Pulitzerprijs in de categorie fictie, hoewel een tiental Afro-Amerikaanse schrijvers de roman bekritiseerde voor een in hun ogen clichématig beeld van de slaaf.
In 1979 publiceerde hij de roman Sophie's Choice waarvoor hij de National Book Award kreeg. In 1999 werd dit werk opgenomen in de lijst van de 100 beste Engelstalige boeken van de 20e eeuw opgesteld door de Amerikaanse uitgever Modern Library.
Styron stierf in Martha's Vineyard aan longontsteking op 1 november 2006.

### Romans
- Lie Down in Darkness, 1951
- Set This House on Fire, 1960
- The Confessions of Nat Turner, 1967 (Ned. De bekentenissen van Nat Turner, 1969)
- Sophie's choice, 1979 (Ned. Sophie's keuze, 1980)

### Novelle
- The Long March, 1963 (Ned. De lange mars, 1967)

### Autobiografische publicaties
- Darkness Visible, 1990
- A Tidewater Morning, 1993